# Stade français (hockey)
Stade français is een Franse hockeyclub uit Parijs. De club werd opgericht in 1903 en maakt deel uit van de gelijknamige omnisportvereniging.
De club speelt bij de heren en de dames op het hoogste niveau. De club is op dit landelijke niveau uiterst succesvol en de club is bij zowel de dames als de heren recordkampioen.

## Erelijst
- Frans kampioen heren : (25) 1905, 1910, 1911, 1911, 1912, 1913, 1914, 1920, 1931, 1932, 1933, 1934, 1935, 1937, 1938, 1937, 1944, 1946, 1949, 1951, 1952, 1953, 1957, 1978, 2005
- Frans kampioen dames : (43) 1925, 1927, 1929, 1931, 1934, 1937, 1943, 1950, 1953, 1959, 1960, 1961, 1962, 1963, 1964, 1965, 1967, 1968, 1969, 1970, 1971, 1973, 1974, 1976, 1977, 1978, 1979, 1980, 1981, 1982, 1985, 1986, 1987, 1988, 1989, 1990, 1991, 1992, 1994, 1996, 1997, 1998, 2012